# غاقة رأس الرجاء الصالح
غاقة رأس الرجاء الصالح (الاسم العلمي: Phalacrocorax capensis)، نوع من الطيور المنتمية إلى فصيلة الغاقيات تستوطن سواحل جنوب غرب إفريقيا.
يمتد موئل تكاثرها من ناميبيا جنوبًا إلى جنوب كيب الغربية. في موسم التوالد، قد توجد في أقصى الشمال حتى مصب الكونغو، ويمتد أيضًا على الساحل الشرقي لجنوب إفريقيا حتى موزمبيق. في سبعينيات القرن العشرين، قُدر عددها بأكثر من مليون طائر في ناميبيا وحدها. ومع ذلك، فإن الاتحاد الدولي لحفظ الطبيعة يصنفها الآن على أنها «مهددة بالانقراض» بسبب الانخفاض السريع للغاية في اعدادها على مدى الأجيال الثلاثة الأخيرة.